# 재클린 빅터
재클린 빅터(말레이어: Jaclyn Victor)는 말레이시아의 가수 겸 배우이다.
1978년 쿠알라룸푸르에서 태어났으며, 말레이시안 아이돌(Malaysian Idol)에서 승리한 이후 소니와 계약했다. 그 전인 2002년 앨범 <Dream>을 발매했으나 큰 인기를 얻지 못했고, 계약 후 2005년 <Gemilang>을 발매했다. 이 앨범은 총 2만 장 이상의 판매량을 기록했으며, 2005년 아누게라 인더스트리 뮤직에서 '최고의 팝 앨범' 및 '올해의 앨범'으로 기록되었다. 2012년 레이블을 KRU 뮤직으로 바꾸었으며, 2014년 영어 앨범 <Unleashed>를 발매했다. 타밀 족 출신이다.